# Vliegtuigongeluk bij Kortrijk
Het vliegtuigongeluk bij Kortrijk was een luchtvaartongeval met een Russische MiG-23 dat plaatsvond op 4 juli 1989 in de buurt van de Belgische stad Kortrijk. Bij het ongeluk liet één persoon het leven, toen de MiG neerstortte op zijn ouderlijk huis aan de Doornikserijksweg (N50) in Bellegem, vlak bij de grens met Kooigem.

## Technische problemen
Het toestel was om 9.14 uur voor een trainingsvlucht opgestegen van de luchtmachtbasis Kołobrzeg in Polen. Het kreeg al na 41 seconden problemen met de naverbrander. De piloot heeft het vliegtuig daarna met zijn schietstoel verlaten. De verwachting was dat het toestel zou neerstorten in de Oostzee. Dat gebeurde echter niet, de MiG heeft op de automatische piloot nog zo'n duizend kilometer afgelegd over de DDR, de Bondsrepubliek, Nederland en België.
Om 9.40 uur werd het vijandelijk toestel voor het eerst waargenomen op de radar van de NAVO in Lüchow. Twee Amerikaanse F-15's, die om 9.42 uur voor een onderscheppingsmissie waren opgestegen van de NAVO-basis in het Nederlandse Soesterberg, constateerden om 10.02 uur dat het om een onbemand vliegtuig zonder cockpitkap ging. Wegens de grote bevolkingsdichtheid onder het vliegtraject besloot de Belgische legerleiding samen met minister van Landsverdediging Guy Coëme om het vliegtuig pas boven de Noordzee neer te halen. Het was op dat moment nog onduidelijk of het ging om een (onwaarschijnlijke) aanval of provocatie, dan wel om een desertie of een technisch probleem.
De Mig haalde de Noordzee echter niet. Boven Kortrijk was de brandstof op, waarop het toestel zich omstreeks 10.37 uur op de grens van Bellegem en Kooigem in de woning aan de rijksweg boorde. Een 18-jarige student informatica, Wim Delaere, kwam om het leven en de woning werd volledig verwoest.

## Politieke impact
In eerste instantie liet de Sovjet-Unie niets van zich horen. Pas twaalf uur na de crash maakte het persbureau Tass officieel melding van het gebeurde. Een dag later zei president Gorbatsjov op de Franse televisie – hij was op staatsbezoek in Parijs – dat hij het ongeluk betreurde en dat hij zijn condoleances had overgebracht aan de Belgen. Twee dagen na de ramp verscheen er in de Pravda een kritisch artikel over de Russische legerleiding, die volgens de krant de crash uit de westerse media had moeten vernemen.
De Belgische overheid wilde van de ramp geen al te grote ophef maken. Het was duidelijk dat er in het Oostblok grote politieke veranderingen aan de gang waren (op 9 november 1989 zou de Berlijnse Muur vallen) en men koos daarom voor de diplomatieke weg. Procureur Jean-Marie Coppens werd met de zaak belast. Aangezien er geen juridische precedenten waren en de krijgsauditeur onbevoegd bleek, moesten hij en minister van Buitenlandse Zaken Mark Eyskens zelf aftasten wat de mogelijkheden waren om de Sovjet-Unie aansprakelijk te stellen en de schade te laten vergoeden. Het vliegtuigwrak, dat ondertussen onderzocht werd door de Amerikanen, werd daarbij als onderpand gebruikt.
In november 1989 heeft de Sovjet-Unie aan de Belgische overheid het equivalent van € 625.000 aan schadeloosstelling betaald. Het grootste deel van dat bedrag is naar de familie Delaere gegaan. Ook enkele nabijgelegen seksclubs hebben van het bedrag een vergoeding gekregen wegens gederfde omzet. Omdat het rechtssysteem van de Sovjet-Unie die begrippen niet kende, heeft de familie Delaere geen vergoeding gekregen voor de geleden psychologische en morele schade.

## In de media
De Vlaamse schrijver Tom Lanoye heeft over het vliegtuigongeluk de novelle Heldere hemel geschreven, die in 2012 is uitgebracht als Boekenweekgeschenk. In de novelle vindt het ongeluk plaats in Kooigem.